# 特拉诺瓦-布拉乔利尼
特拉诺瓦-布拉乔利尼（義大利語：Terranuova Bracciolini），是意大利托斯卡纳大区阿雷佐省的一个市镇。总面积85.37平方公里，人口12206人，人口密度143.0人/平方公里（2009年）。ISTAT代码为051039。